# Хатало
Хатало — озеро на территории Лендерского сельского поселения Муезерского района Республики Карелия.

## Общие сведения
Площадь озера — 0,5 км², площадь бассейна — 60,8 км². Располагается на высоте 161,5 метров над уровнем моря.
Форма озера продолговатая, вытянуто с северо-запада на юго-восток. Берега озера каменисто-песчаные, местами заболоченные.
Через озеро протекает безымянная протока, вытекающая из озера Шуарыярви и впадающая в Малое Айтозеро, а из него — в озеро Тулос.
Населённые пункты возле озера отсутствуют. Ближайший — посёлок Кимоваара — расположен в 20 км к северо-востоку от озера.
Озеро расположено в 9 км от Российско-финляндской границы.
Код водного объекта в государственном водном реестре — 01050000111102000011165.